# Вальтер Віхманн
Вальтер Віхманн (нім. Walter Wichmann; 30 квітня 1919, Зукассе — 28 серпня 1943, Карське море) — німецький офіцер-підводник, оберлейтенант-цур-зее крігсмаріне.

## Біографія
9 жовтня 1937 року вступив на флот. В лютому-серпні 1941 року пройшов курс підводника. З 18 вересня 1941 року — 1-й вахтовий офіцер на підводному човні U-588. В липні-серпні 1942 року пройшов курс командира човна. З 10 вересня 1942 року — командир U-639, на якому здійснив 4 походи (разом 90 днів у морі). 28 серпня 1943 року U-639 був потоплений в Карському морі північно-східніше Північного острову (76°40′ пн. ш. 69°40′ сх. д.) торпедами радянського підводного човна С-101. Всі 47 членів екіпажу загинули.

## Звання
- Кандидат в офіцери (9 жовтня 1937)
- Морський кадет (28 червня 1938)
- Фенріх-цур-зее (1 квітня 1939)
- Оберфенріх-цур-зее (1 березня 1940)
- Лейтенант-цур-зее (1 травня 1940)
- Оберлейтенант-цур-зее (1 квітня 1942)